# Călin Gruia
Pour les articles homonymes, voir Călin et Gruia (homonymie).
Călin Gruia (né le 21 mars 1915 à Trifești et mort le 9 juillet 1989 à Bucarest) est un écrivain roumain, auteur de contes pour les enfants et de poèmes. Il a travaillé pour la Télévision nationale roumaine entre les années 1951 et 1969.

## Œuvres publiées
- Moara lui Elisei (Le moulin à vent d'Elisei), Ed. Junimea, Iași, 1979 ; le livre comprend les contes suivants :
  - Scurteica verde (Le court manteau)
  - Moara lui Elisei (Le moulin à vent d'Elisei)
  - La poalele muntelui (En bas de la montagne)
  - Femeia cu haine lungi (La femme à longs habits)
  - Pantofii (Les souliers)
  - Fata lui Pricolici (La fille de Pricolici)
  - Comoara tâlharilor (Le trésor des voleurs)
  - Orașul regelui (La cité du roi)
  - Stânca de aur (La montagne dorée)
  - Țara-Visată (Le pays-rêvé)